# Hakea brownii
Hakea brownii är en tvåhjärtbladig växtart som beskrevs av Meissn.. Hakea brownii ingår i släktet Hakea och familjen Proteaceae. Inga underarter finns listade i Catalogue of Life.